# Parrillas
Parrillas é um município da Espanha na província de Toledo, comunidade autónoma de Castilla-La Mancha, de área 51 km² com população de 410 habitantes (2006) e densidade populacional de 8,07 hab/km².

## Demografia
| Variação demográfica do município entre 1991 e 2004 | Variação demográfica do município entre 1991 e 2004 | Variação demográfica do município entre 1991 e 2004 | Variação demográfica do município entre 1991 e 2004 |
| --------------------------------------------------- | --------------------------------------------------- | --------------------------------------------------- | --------------------------------------------------- |
| 1991                                                | 1996                                                | 2001                                                | 2004                                                |
| 514                                                 | 474                                                 | 428                                                 | 411                                                 |